# Martin Kawerau
Peter Martin Kawerau (* 11. November 1815 in Bunzlau (heute polnisch: Bolesławiec) in Schlesien; † 13. November 1874 in Berlin) war ein Sportpädagoge und Kirchenmusiker.

## Leben und Wirken
Martin Kawerau wurde als Sohn des Lehrers am Bunzlauer Waisenhaus und Lehrerseminar und späteren Kösliner Regierungs- und Schulrats Peter Kawerau und seiner Ehefrau Juliane geborene Jezler geboren und wuchs im Geschwisterkreis von sechs Kindern auf. Seine Kindheit und Jugend verlebte er in Bunzlau, Jenkau bei Danzig (heute polnisch: Jankowo Gdańskie), Königsberg (heute russisch: Kaliningrad) und wieder Bunzlau auf, war Gymnasiast in Groß Glogau (Głogów), dann in Lauban (Lubań) in Schlesien, wo er 1836 das Abitur bestand.
Im gleichen Jahr nahm Kawerau das Studium der Theologie, Pädagogik und Musik an der Universität Königsberg auf, das er 1837 in an der Friedrich-Wilhelms-Universität in Berlin zu Ende führte. Im Jahre 1839 bestand er das Rektoratsexamen in Köslin in Pommern (heute polnisch: Koszalin) und ging 1842 als Konrektor nach Kolberg (Kołobrzeg).
1843 übernahm Kawerau eine Lehrtätigkeit am Lehrerseminar seiner Heimatstadt Bunzlau, die er sechs Jahre lang ausübte.
Im Jahre 1849 wechselte Kawerau nach Berlin, wo er bei dem Sportpädagogen Hans Ferdinand Maßmann einen Kursus in Turnen belegt. Ein Jahr später wurde er Turnlehrer am Friedrich-Wilhelms-Gymnasium und an der Königlichen Realschule, zugleich Lehrer an der Königlichen Zentral-Turnanstalt. Außerdem gab er Unterricht in Religion, Deutsch, Geschichte, Geographie, Französisch und Latein an verschiedenen anderen Schulen.
25 Jahre lang war Kawerau Leiter des Turnplatzes auf der Berliner Hasenheide, zusammen mit Sportpädagogen wie Walter, Voigt und Günter. Für diese Aufgabe absolvierte er einen Kursus bei Adolf Spieß in Darmstadt.
Im Jahre 1860 übernahm Kawerau den Dienst eines Organisten an der Berliner St.-Matthäus-Kirche, wo er einen Chor gründete und leitete. Hier verband ihn eine enge Freundschaft mit Carl Büchsel. Kawerau wurde Mitglied der Sing-Akademie zu Berlin und der Zelterschen Liedertafel.
Martin Kawerau schrieb zahlreiche größere Aufsätze über das Turnwesen, über Adolf Spieß sowie Gutsmuths. Außerdem stammen kleine Dichtungen und Kompositionen, besonders für die Zeltersche Liedertafel, aus seiner Feder.
Kawerau war seit dem 14. August 1843 mit Luise Henriette Emilie Kahle verheiratet, Tochter des Königsberger Superintendenten und Pfarrers an der Altroßgärter Kirche Ernst Gottfried Kahle. Aus der Ehe gingen sieben Kinder hervor, darunter der Theologe und Lutherforscher Gustav Kawerau, der Kirchenmusiker (und Nachfolger seines Vaters an der Berliner St.-Matthäus-Kirche) Hermann Kawerau und der Architekt und Bauforscher Georg Kawerau.